# Yang Jian (skoczek do wody)
Yang Jian (chiń. 杨健; ur. 10 czerwca 1994 w prowincji Syczuan) – chiński skoczek do wody, wicemistrz olimpijski z Tokio 2020, trzykrotny mistrz świata.

## Udział w zawodach międzynarodowych
| Impreza                       | Rok  | Miejsce            | Konkurencja              | Wynik  | Wynik   |
| Impreza                       | Rok  | Miejsce            | Konkurencja              | Punkty | Miejsce |
| ----------------------------- | ---- | ------------------ | ------------------------ | ------ | ------- |
| Igrzyska olimpijskie          | 2020 | Tokio              | wieża 10 m indywidualnie | 580,40 | srebro  |
| Mistrzostwa świata w pływaniu | 2015 | Kazań              | wieża 10 m indywidualnie | 451,20 | 10.     |
| Mistrzostwa świata w pływaniu | 2017 | Budapeszt          | wieża 10 m indywidualnie | 565,15 | brąz    |
| Mistrzostwa świata w pływaniu | 2019 | Gwangju            | wieża 10 m indywidualnie | 598,65 | złoto   |
| Mistrzostwa świata w pływaniu | 2019 | Gwangju            | konkurs drużynowy        | 416,65 | złoto   |
| Mistrzostwa świata w pływaniu | 2022 | Budapeszt          | wieża 10 m indywidualnie | 515,55 | złoto   |
| Igrzyska azjatyckie           | 2018 | Dżakarta-Palembang | wieża 10 m indywidualnie | 579,10 | złoto   |